# Liga Premier de Maldivas
La Liga Premier de Maldivas (Dhivehi Premier League) fue la competición principal de fútbol en las Maldivas, la cual es organizada por la Asociación de Fútbol de las Maldivas y que se jugó de 1983 a 2015 cuando fue creada la Dhivehi Premier League.

## Formato de Competición
La Liga Premier se componía de 8 equipos, los cuales jugaban 2 rondas. De allí se determinaba el campeón de la liga, y el equipo que va a la Segunda División.

## Equipos 2014
| - BG Sports Club - Club All Youth Linkage - Club Eagles - Club Valencia | - Mahibadhoo SC - Maziya S&RC - New Radiant - Victory SC |

### Second Division
| - Club Gaamagu - Club Riverside - Club Vyansa - Club Zefrol - Hurriyya Sports Club | - JJ Sports Club - LT Sports - Red Line Club - Sports Club Mecano - United Victory |

## Campeones de la Liga de Maldivas
| Temporada | Campeón       | Subcampeón     |
| --------- | ------------- | -------------- |
| 2000      | Victory SC    |                |
| 2001      | Club Valencia |                |
| 2002      | Club Valencia |                |
| 2003      | Club Valencia |                |
| 2004      | Club Valencia |                |
| 2005      | Hurriyya SC   |                |
| 2006      | New Radiant   |                |
| 2007      | Victory SC    |                |
| 2008      | Club Valencia |                |
| 2009      | VB Sports     |                |
| 2010      | VB Sports     | Victory SC     |
| 2011      | VB Sports     | Victory SC     |
| 2012      | New Radiant   | Maziya S&RC    |
| 2013      | New Radiant   | Maziya S&RC    |
| 2014      | New Radiant   | Maziya S&RC    |
| 2015      | New Radiant   | TC Sports Club |
| 2016      | Maziya S&RC   | TC Sports Club |
| 2017      | New Radiant   | TC Sports Club |

### Títulos Dhivehi League
| Club          | Campeón | Años campeón                 |
| ------------- | ------- | ---------------------------- |
| New Radiant   | 5       | 2006, 2012, 2013, 2014, 2015 |
| Club Valencia | 5       | 2001, 2002, 2003, 2004, 2008 |
| VB Sports     | 3       | 2009, 2010, 2011             |
| Victory SC    | 2       | 2000, 2007                   |
| Hurriyya SC   | 1       | 2005                         |

## Campeonato Nacional de Maldivas
| Temporada | Campeón       | Resultado      | Finalista     |
| --------- | ------------- | -------------- | ------------- |
| 1980      | Victory SC    |                |               |
| 1981      | Victory SC    |                |               |
| 1982      | New Radiant   |                |               |
| 1983      | Victory SC    |                | Club Valencia |
| 1984      | Victory SC    |                | New Radiant   |
| 1985      | Victory SC    |                | New Radiant   |
| 1986      | Victory SC    |                | New Radiant   |
| 1987      | New Radiant   |                | Club Valencia |
| 1988      | Victory SC    | 2-1            | Club Lagoons  |
| 1989      | Club Lagoons  | 0-0, 4-3       | Victory SC    |
| 1990      | New Radiant   | 4-0            | Club Valencia |
| 1991      | New Radiant   | 1-1, 2-0       | Victory SC    |
| 1992      | Victory SC    | 0-0, 1-0       | New Radiant   |
| 1993      | Club Valencia | 7-0            | New Radiant   |
| 1994      | Club Valencia | 2-1            | New Radiant   |
| 1995      | New Radiant   | 2-1            | Club Valencia |
| 1996      | Victory SC    | 2-0            | Club Valencia |
| 1997      | New Radiant   | 2-1            | Hurriyya SC   |
| 1998      | Club Valencia | 1-1, 2-0       | Victory SC    |
| 1999      | Club Valencia | 2-1            | Hurriyya SC   |
| 2000      | Victory SC    | 1-0            | New Radiant   |
| 2001      | Victory SC    | 2-1            | Club Valencia |
| 2002      | Victory SC    | 4-2            | Club Valencia |
| 2003      | Victory SC    | 2-1            | Club Valencia |
| 2004      | New Radiant   | 1-1 (6-5 pen.) | Club Valencia |
| 2005      | Victory SC    | 1-0            | New Radiant   |
| 2006      | Victory SC    | 0-0 (3-1 pen.) | Club Valencia |
| 2007      | New Radiant   | 3-1            | Victory SC    |
| 2008      | Club Valencia | 3-2            | Victory SC    |
| 2009      | Victory SC    | 2-1            | VB Sports     |
| 2010      | VB Sports     | 5-2            | Victory SC    |
| 2011      | Victory SC    | 2-1            | New Radiant   |
| 2012      | New Radiant   | 0-0 (2-1 pen.) | Victory SC    |
| 2013      | New Radiant   | 4-2            | Maziya S&RC   |
| 2014      | New Radiant   | 1-0            | Club Eagles   |
| 2015      | Maziya S&RC   | 3-1            | New Radiant   |

### Títulos Campeonato Nacional
| Club          | Campeón | Años campeón                                                                                         |
| ------------- | ------- | --- |
| Victory SC    | 17      | 1980, 1981, 1983, 1984, 1985, 1986, 1988, 1992, 1996, 2000, 2001, 2002, 2003, 2005, 2006, 2009, 2011 |
| New Radiant   | 11      | 1982, 1987, 1990, 1991, 1995, 1997, 2004, 2007, 2012, 2013, 2014                                     |
| Club Valencia | 5       | 1993, 1994, 1998, 1999, 2008                                                                         |
| Club Lagoons  | 1       | 1989                                                                                                 |
| VB Sports     | 1       | 2010                                                                                                 |
| Maziya S&RC   | 1       | 2015                                                                                                 |